# Oancea
Oancea est une commune roumaine située dans le județ de Galați.